# Mateus Galiano da Costa
Mateus Galiano da Costa (Luanda, 19 giugno 1984) è un calciatore angolano, attaccante del Maia e della nazionale angolana.

## Carriera
Nel 2006, a 21 anni, è stato convocato da Luís de Oliveira Gonçalves, CT della Nazionale angolana, per disputare i campionati mondiali in Germania. Mateus è stato schierato come centrocampista destro fluidificante nel 4-5-1 (o 4-4-1-1) di Gonçalves. Ha giocato 90 minuti nel primo match, 67 minuti nel secondo (sostituito da Mantorras) e solo 23 minuti nel terzo (infortunato, sostituito da Love).

## Palmarès

### Club

#### Competizioni nazionali
- Girabola: 1

Primeiro de Agosto: 2016